# Пацанов
Паца̀нов (на полски: Pacanów) е град в Южна Полша, Швентокшиско войводство, Буски окръг. Административен център на община Пацанов. Според Полската статистическа служба към 31 декември 2009 г. селото има 1142 жители.

## Местоположение
Разположено е близо до републикански път , на около 74 km югоизточно от войводския център Келце.

## Забележителности
В Регистъра за недвижимите паметници на Националния институт за наследството е вписана:
- Църква „Мартин от Тур“ от XIII в.

## Култура
Селището дължи славата си благодарение на приказката под заглавие „Przygody Koziołka Matołka“ на Корнел Макушински.
От 2003 година тук се провежда Фестивал на детската култура.

## Личности
- Марек Джекан – служител председател на арабски и ислямски науки в Университета на Варшава
- Зигмунт Хортманович – политик и лекар
- Станислав Питко – професор